# NFL 1954
Die NFL-Saison 1954 war die 35. Saison der National Football League. Als Sieger aus dieser Saison gingen die Cleveland Browns hervor.

## Regular Season
| Eastern Conference  |   |    |   |       |     |     |
| Team                | S | N  | U | SQ    | P+  | P−  |
| Cleveland Browns    | 9 | 3  | 0 | 0,750 | 336 | 162 |
| Philadelphia Eagles | 7 | 4  | 1 | 0,636 | 284 | 230 |
| New York Giants     | 7 | 5  | 0 | 0,583 | 293 | 184 |
| Pittsburgh Steelers | 5 | 7  | 0 | 0,417 | 219 | 263 |
| Washington Redskins | 3 | 9  | 0 | 0,250 | 207 | 432 |
| Chicago Cardinals   | 2 | 10 | 0 | 0,167 | 183 | 347 |

| Western Conference  |   |   |   |       |     |     |
| Team                | S | N | U | SQ    | P+  | P−  |
| Detroit Lions       | 9 | 2 | 1 | 0,818 | 337 | 189 |
| Chicago Bears       | 8 | 4 | 0 | 0,667 | 301 | 279 |
| San Francisco 49ers | 7 | 4 | 1 | 0,636 | 313 | 251 |
| Los Angeles Rams    | 6 | 5 | 1 | 0,545 | 314 | 285 |
| Green Bay Packers   | 4 | 8 | 0 | 0,333 | 234 | 251 |
| Baltimore Colts     | 3 | 9 | 0 | 0,250 | 131 | 279 |

Legende:
| Siege              | Niederlagen           | Unentschieden           | SQ gewonnene Spiele (relativ) |
| P+ gemachte Punkte | P− gegnerische Punkte | Championship-Teilnehmer |                               |

## Play-offs
Das NFL Championship Game 1954 fand am 26. Dezember 1954 im Cleveland Stadium in Cleveland, Ohio statt. Die Sieger der Eastern und der Western Division traten darin gegeneinander an. Die Cleveland Browns besiegten die Detroit Lions deutlich mit 56:10.

## Draft
Der NFL Draft 1954 fand im Bellevue-Stratford Hotel in Philadelphia statt. Als Gesamterster wurde der Quarterback Bobby Garrett von den Cleveland Browns ausgewählt. Die Browns durften als Gewinner der Draftlotterie als erstes Team wählen, obwohl sie in der Vorsaison im Championship Game gestanden hatten.